# Twarogi (Mazovie)
Pour les articles homonymes, voir Twarogi.
Twarogi (prononciation : [tfaˈrɔɡi]) est un village de polonais, situé dans la gmina de Łochów de la Powiat de Węgrów et dans la voïvodie de Mazovie dans le centre-est de la Pologne.
Il se situe à environ 8 kilomètres au sud-est de Łochów, 19 kilomètres au nord-ouest de Węgrów et à 63 kilomètres au nord-est de Varsovie.